# 9e régiment de dragons (France)
Pour les articles homonymes, voir 9e régiment.
Le 9e régiment de dragons (ou 9e RD) est une unité de cavalerie de l'armée française, créée sous la Révolution à partir du régiment de Lorraine dragons, un régiment de cavalerie français d'Ancien Régime.

## Création et différentes dénominations
- 1er janvier 1791 : le régiment de Lorraine dragons est renommé 9e régiment de dragons
- 1811 : devient le 4e régiment de chevau-légers lanciers.
- 1816 : formation du régiment de dragons de la Saône (9e régiment de dragons)
- 1825 : le 9e régiment de dragons devient le 9e cuirassiers et le 21e régiment de chasseurs à cheval devient le 9e régiment de dragons
- 1940 : dissolution
- 1945 : recréé, devient régiment de marche du 9e régiment de dragons
- 1946 : dissolution

## Chefs de corps
De 1789 à 1811 :
- 1788 : colonel Louis Jean David le Trésor du Bactot
- 1792 : colonel Henri Christian Michel Stengel
- 1792 : colonel Anne-Henri Collorque Dammartin
- 1792 : colonel Valory
- 1793 : chef de brigade Marc-Antoine de la Bonninière, comte de Beaumont
- 1795 : chef de brigade Joseph-André Thirion
- 1799 : chef de brigade Horace Sébastiani
- 1803 : colonel Pierre-Honoré-Anne Maupetit
- 1807 : colonel Mathieu Queunot

De 1816 à 1825 :
- 1816 : colonel marquis de Brancas
- 1819 : colone baron Dard
- 1822 : colonel Jolly

De 1825 à 1940 :
- 1826 : colonel Tessier de Marouze[1]
- 1830 : colonel Bureaux de Pusy[1]
- 1840 : colonel Hugon de Basseville[1]
- 1846 : colonel Poiloüe de Saint-Mars[1]
- 1852 : colonel Lavergne[1]
- 1853 : colonel de Nazou[1]
- 1856 : colonel de Costalin[1]
- 1861 : colonel Cambriel[1]
- 1869 : colonel Charles Burrard Reboul[1]
- 1871 : colonel de Chastenay de Puységur[1]
- 1879 : colonel Jacques[1]
- 1885 : colonel de Briey[1]
- 1889 : colonel Briois[1]
- 1892 : colonel de Forsanz[1]
- 1898 : colonel Audéoud[1]

## Historique des garnisons, combats et batailles du9eDragons

### Guerres de la Révolution et de l'Empire
- 1792 :
  - Armée des Alpes[1]
- 1793 :
  - Soulèvement de Lyon, Insurrections fédéralistes, Siège de Lyon[1]
- 1796 : Campagne d'Italie (1796-1797)[1]
  - Bataille du pont d'Arcole[1]
- 1798 :
  - Combat d'Anghiari[1]
- Campagne d'Italie (1799-1800)[1]
  - 1800 :
    - Bataille de Marengo[1]
- 1805 : Campagne d'Autriche (1805)[1]
  - 2 décembre : Bataille d'Austerlitz[1]
- 1806 : Campagne de Prusse et de Pologne[1]
  - 14 octobre : Bataille d'Iéna[1]
- 1807 : campagne de Prusse et de Pologne[1]
  - Bataille d'Eylau[1]
  - Corps d'observation de la Gironde[1]
- 1808 : Armée de Portugal - Guerre d'indépendance espagnole[1]
- 1813 : Campagne d'Allemagne[1]
  - 16-19 octobre : Bataille de Leipzig[1]

### Second Empire
- 1870 : En garnison à Poitiers
- Guerre franco-allemande de 1870
  - Bataille de Rezonville[1]
  - Le 26 novembre 1870 eut lieu le combat de Lorcy ou fut engagé un escadron du 9e dragons.

### De 1871 à 1914

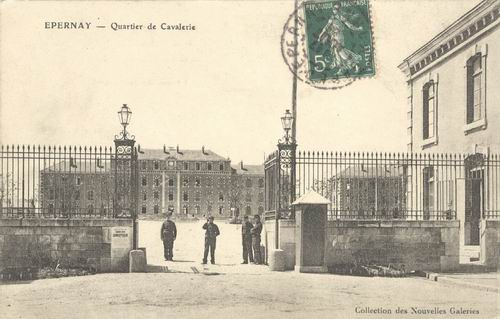
Le quartier de cavalerie du 9e Dragons à Épernay

Durant la Commune de Paris en 1871, le régiment participe avec l'armée versaillaise à la semaine sanglante.

### Première Guerre mondiale

#### Affectations

##### 1914
- Bataille de l'Yser

##### 1918
- Bataille de l'Aisne (1918)
- Seconde bataille de la Marne

### Entre-deux-guerres
Il reste en garnison à Épernay. Il fait partie de la 5e brigade de dragons de la 5e division légère de Meaux (années 1920),, puis de la 7e brigade de cavalerie de la 4e division de cavalerie de Reims (après 1930 et le retour de l'Armée française du Rhin).
En 1935, tandis que la 4e division de cavalerie est en cours de motorisation, le régiment rejoint le 1er groupement de cavalerie, destiné à former à la mobilisation des groupes de reconnaissance. 

### Seconde Guerre mondiale
Aussi, dès la déclaration de guerre, le 9e régiment de dragons, disparaît-il en tant que tel pour se répartir et donner naissance à trois groupes de reconnaissance :
- 10e groupe de reconnaissance de corps d'armée ;
- 3e groupe de reconnaissance de division d'infanterie ;
- 92e groupe de reconnaissance de division d'infanterie.

### De 1945 à nos jours
Le régiment est recréé le 16 janvier 1945 à Paris à partir du 9e bataillon de dragons des Forces françaises de l'intérieur (lui-même formé à Épernay) puis rejoint Tarbes fin février. Encadré par des tankistes de la 2e division blindée, il fait partie de la 2e division coloniale d'Extrême-Orient, dont il doit constituer le régiment de chars (la constitution de cette division est cependant abandonnée dès juin 1945).
Le 1er septembre, il est renommé régiment de marche de la 2e division blindée, puis régiment de marche du 9e dragons en octobre. Dépourvu de matériel, il débarque à Saïgon le 3 novembre avec la 9e division d'infanterie coloniale. Après avoir opéré à Tây Ninh, il retourne à Saïgon où il est rattaché à la 1re brigade d'Extrême-Orient et reçoit des automitrailleuses Ferret. Il est renommé le 15 janvier 1946 (ou le 1er avril) groupement d'unités d'armes lourdes de la brigade d'Extrême-Orient (GUAL/BEO),. Il est dissous à Saïgon le 31 juillet.

## Étendard
Il porte, cousues en lettres d'or dans ses plis, les inscriptions suivantes :
- Arcole 1796
- Marengo 1800
- Austerlitz 1805
- Eylau 1807
- Yser 1914
- L'Avre 1918
- Reims 1918
- Indochine 1945-1946

## Décorations
Fourragère aux couleurs de la croix de guerre 1914-1918.

## Traditions et uniformes

### Insigne
L'insigne de 1945 est constitué d'un écu à la croix de Lorraine chargé d'un écusson aux armes de la maison de Bauffremont. Il porte en pointe la devise de la famille, « Dieu aide le premier chrétien ».

### Devise
« Dieu aide le premier chrétien » (devise des Bauffremont)

## Personnages célèbres ayant servi au9erégiment de dragons
- Vivant-Jean Brunet-Denon (9 mai 1778 - Givry (Saône-et-Loire) ✝ 13 juillet 1866 - Paris), général d'Empire et homme politique français du XIXe siècle (enrôlé en brumaire an VIII).
- François Joseph Marie Clary (1786-1841), enrôlé en pluviôse an XI.
- Auguste Dejean (10 août 1780 - Amiens ✝ 10 mars 1845 - Paris), général d'Empire et homme politique français du XIXe siècle, chef d'escadron au 9e dragons.
- Louis Lebrun (1769-1853), chef d'escadron
- Alfred Armand Robert Saint-Chamans (1781-1848) alors simple cavalier.
- François Fournier-Sarlovèze, né à Sarlat, le 6 septembre 1773 et mort à Paris le 18 janvier 1827, général d'Empire français.
- Maurice Persat (1788-1858), lieutenant[11]
- Guy de Larigaudie, routier scout de France, écrivain, explorateur, conférencier et journaliste français né à Paris le 18 janvier 1908 et mort pour la France le 11 mai 1940 à Musson en Belgique.

### Sources et bibliographie
- M. Martinet, Historique du 9e régiment de dragons (gallica).
- Ministère de la Guerre, Historiques des corps de troupe de l'armée française (1569-1900), Paris, Berger-Levrault, 1900 (lire en ligne), p. 498-499.
- lieutenant-colonel Alcide Picaud, Historique du 9e régiment de dragons : depuis son entrée en campagne, le 1er août 1914, jusqu'au 11 novembre 1918, date de la signature de l'armistice, Paris, H. Charles-Lavauzelle, 1919, 56 p., lire en ligne sur Gallica.